# Soul Militia
Soul Militia (do leta 2002 imenovana 2XL) je estonska hip-hop glasbena skupina, ki je zaslovela zlasti leta 2001, ko je spremljala Tanela Padarja in Dava Bentona na Pesmi Evrovizije; njihova pesem Everybody je zasedla prvo mesto in tako prinesla Estoniji prvo evrovizijsko zmago. Ponovno so se udeležili estonskega predizbora za Pesem Evrovizije 2007, s pesmijo My place, a niso zmagali.
Skupino sestavljajo:
- Lauri Pihlap (»Lowry«),
- Sergei Morgun (»Semy«) in
- Kaido Põldma (»Craig«).

Četrti član, Indrek Soom (»Ince«), je skupino zapustil leta 2004.
Skupino 2XL sta leta 1997 ustanovila Morgun in Soom. Leta 2002 so jo preimenovali v Soul Militia.